# Roselle (Nova Jérsei)
Roselle é um distrito localizado no estado americano de Nova Jérsei, no Condado de Union.

## Demografia
Segundo o censo americano de 2000, a sua população era de 21.274 habitantes.
Em 2006, foi estimada uma população de 21.158, um decréscimo de 116 (-0.5%).

## Geografia
De acordo com o United States Census Bureau tem uma área de
6,8 km², dos quais 6,8 km² cobertos por terra e 0,0 km² cobertos por água. Roselle localiza-se a aproximadamente 26 m acima do nível do mar.

## Localidades na vizinhança
O diagrama seguinte representa as localidades num raio de 8 km ao redor de Roselle.